# Tribuna dei musici

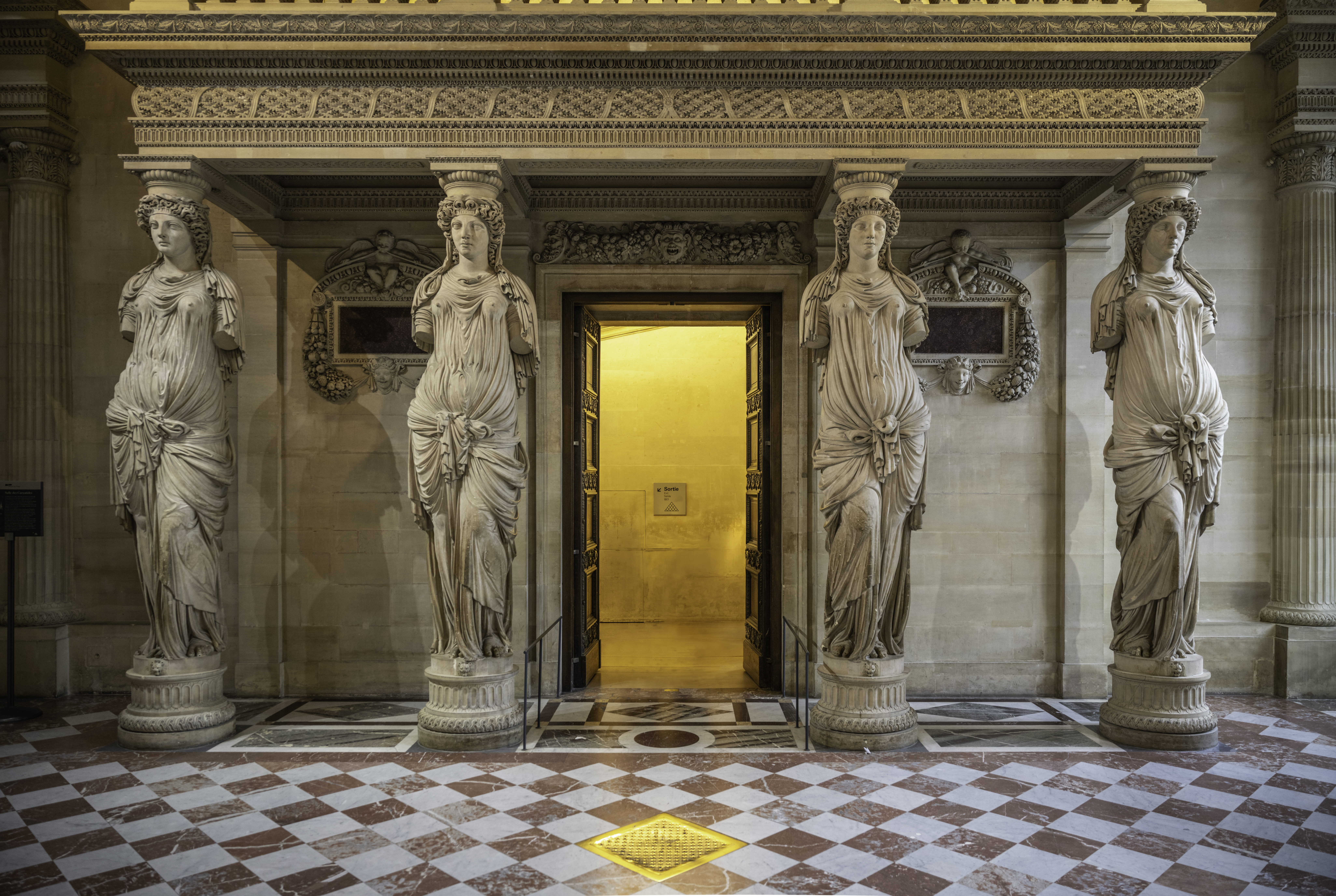
L'elaborata tribuna dei musici nel salone principale dell'Ala Lescot al Palazzo del Louvre, Parigi

Una tribuna dei musici è una specie di balcone che si trova, anziché all'interno di un edificio, all'interno di una sala spesso molto grande, in un palazzo o castello. Essa veniva utilizzata per permettere a gruppi di musici o cantori di suonare o cantare in maniera discreta, senza occupare spazio con gli ospiti presenti nella sala. Essa era abbastanza frequente nelle costruzioni inglesi del XII e XIII secolo, ma il suo uso si protrasse in alcuni casi anche di diversi secoli.
Nella cattedrale di Exeter si trova una tribuna per musici ad uso sacro, una delle poche giunte sino a noi, dal momento che la maggior parte di queste strutture avevano un uso profano. Uno dei migliori esempi si trova nel salone d'onore del castello di Durham, oggi parte del llocale college universitario. Sempre in Irlanda, nel castello di Desmond, se ne trova un pregevole esempio in legno di quercia risalente al XV secolo. Del secolo successivo è quella posta nel salone delle feste del castello di Fontainebleau, in Francia.
In Italia, uno degli esempi migliori, risalente però al XVIII secolo, è la monumentale balconata dei musici presente nella sala da ballo di Villa Visconti Borromeo Arese Litta a Lainate (MI).